# Westerhorn
Westerhorn est une commune allemande du Schleswig-Holstein, située dans l'arrondissement de Pinneberg (Kreis Pinneberg), à neuf kilomètres au nord-ouest de la ville de Barmstedt. Westerhorn fait partie de l'Amt Hörnerkirchen qui regroupe quatre communes en tout.